# ヴァトリー国際空港
シャロン・ヴァトリー空港（ヴァトリーこくさいくうこう、フランス語：Aéroport Châlons-Vatry; IATA: XCR, ICAO: LFOK）は、フランス北東部のシャロン＝アン＝シャンパーニュ（旧シャロン・シュル＝マルヌ）にある空港である。
シャロン・アン・シャンパーニュの南東22km、マルヌ県ヴァトリー近郊に位置する。パリからは約150kmの距離にある。
1953年にヴァトリー空軍基地として開港し、2000年に民間空港として開業した。

## 概要
- 1967年までは空軍基地として利用され、1999年に貨物便専用の国際空港として設置された。
- 開港以来旅客定期便は就航していなかったが、2010年6月よりライアンエアーがオスロ・リュッゲ空港及びストックホルム・スカブスタ空港への路線を運航開始[5]。2022年現在では、ライアンエアーによるモロッコ・マラケシュとポルトガル・ポルトとの2路線のみが定期便として運航されているほか、コルシカ島などフランス国内外への季節運行便が存在する。
- パリにおける第四空港として他エアラインの誘致も検討されているが、パリ市街からは約150kmの距離がある為（東京から静岡間の距離に相当する）、利便性においてはパリ市近郊の2空港（シャルル・ド・ゴール空港、オルリー空港）及びボーヴェ空港の後塵を拝している。ディズニーランド・パリへは最も近い空港となるため、チャーター便の誘致も期待されている。

## 就航航空会社
(2022年3月時点)
旅客
| 航空会社       | 就航地                                                                               |
| -------------- | ------------------------------------------------------------------------------------ |
| ライアンエアー | マラケシュ、ポルト、フェズ（季節運航）                                               |
| Inzee Air      | ロンドン（スタンステッド）（季節運航）、ニース（季節運航）、アジャクシオ（季節運行） |

貨物
| 航空会社           | 就航地       |
| ------------------ | ------------ |
| カタール航空       | ドーハ       |
| スウィフトエア     | チュニス     |
| ウズベキスタン航空 | タシュケント |